# جمیله اصفهانی
جمیله اصفهانی (زاده ۱۰۲۵ قمری در اصفهان) شاعر و تاجر زن ایرانی بود. اولین کتابی که از وی در آن سخن رفته است کتاب عرفات العاشقین اوحدی بلیانی است. وی در دوره شاه عباس بزرگ (۹۹۶- ۱۰۳۶ ق) زندگی می‌کرده و در زمان اکبر شاه، پادشاه گورکانی هند به این کشور سفر کرده است. 

## زندگی
از زندگی وی که زنی ایرانی در قرن یازدهم هجری بوده اطلاعات زیادی در دست نیست. در کتاب‌هایی مثل عرفات العاشقین تقی‌الدین اوحدی بلیانی که نویسنده آن، هم‌دوره و معاصر جمیله بوده و با او صحبت هم کرده اشاراتی به زندگی و شعر او رفته که نشان از روحیه عجیب این شخص دارد. جمیله در اصفهان مدتی به صورت متعه همسر خواجه حبیب‌الله تُرکه (ن.ک. به آل ترکه) بوده است. پس از مرگ او نیز مدتها در اصفهان ساکن بوده، ولی در دوره اکبرشاه، سومین پادشاه گورکانی هند (۹۶۳ - ۱۰۱۴ ق) به قصد سیر و سیاحت به هندوستان سفر می‌کند. سپس به اصفهان بازمی‌گردد و در آن شهر به تجارت می‌پردازد و ظاهراً به عقد اسماعیل بن خواجه میرک خان درمی‌آید.  
تخلص شعری او «فصیحه» بوده است و در برخی منابع او را فصیحه یزدی هم نامیده‌اند. تا به امروز هیچ نسخه‌ای از دیوان یا کتاب واحدی از او به دست ما نرسیده است. در تذکره‌هایی نظیر عرفات العاشقین، کتاب خیرات حسان، تذکره روز روشن، صبح گلشن و تذکره سخنوران یزد چند رباعی و بیت مطلع یک غزل از او به چشم می‌خورد.

## نمونه شعر
| جز خار غم نرست ز گلزار بخت ما |  | ٱن هم خلید در جگر لخت‌لخت ما |

| دیگر نه ز غم نه از جنون خواهم خفت |  | نه زین دل غلطیده به خون خواهم خفت |
| زین گونه که بسته نرگست خواب مرا   |  | در گور به حیرتم که چون خواهم خفت  |

| رندان بساط عشق دردآشامند |  | فارغ ز می لعل و رخ گلفامند |
| بی منت بال طایر فردوسند  |  | بی زحمت صیاد اسیر دامند    |

| روزی که به خوان وصل مهمان گشتم |  | شرمنده انتظار احسان گشتم  |
| ازان چشمه حیوان چون کشیدم آبی  |  | از زندگی خویش پشیمان گشتم |

| قتل چون منی به خشم و کین می‌ارزد |  | خونم به شکست آستین می‌ارزد |
| در عذر دلم خیالت ار با ما هست   |  | آزردن دوستان باین می‌ارزد  |